# Dorah-Pass

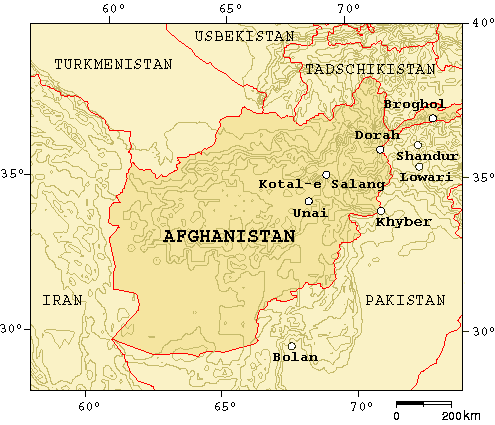
Gebirgspässe in Afghanistan und Pakistan

Der 4300 m hohe Dorah bzw. Dorah-Pass verbindet den Distrikt Zibak mit Chitral in Pakistan und überwindet den Hindukusch. 
Dieser Pass hatte große Bedeutung während der sowjetischen Invasion, da es den sowjetischen Truppen nicht gelang, den Waffentransport und die Bewegungen der Mudschahedin zu kontrollieren und zu stoppen. Der Pass war auch ein Fluchtweg nach Chitral. 
Der Dorah-Pass war in den letzten 30 Jahren von großer wirtschaftlicher Bedeutung für die Region, da hierüber Edelsteine wie Smaragde und Lapislazuli sowie Lebensmittel und Vieh transportiert werden konnte.
Der Chitral-Distrikt ist nur über vier Gebirgspässe oder von Afghanistan aus über das Kunartal erreichbar. Die anderen Pässe sind der Lowari-Pass, der Broghol-Pass und der Shandur-Pass, der nach Gilgit in Pakistan führt. Ursprünglich sollte im Frühjahr 2010 der 8,6 Kilometer lange Lowari-Tunnel fertiggestellt sein, der eine wintersichere Verbindung herstellen wird. Der Termin wurde auf mindestens März 2017 verschoben.